# Bernat Artola i Tomàs
Bernat Artola Tomàs (Castelló de la Plana, 20 de desembre de 1904 - Madrid, 8 de maig de 1958) va ser un poeta valencià.

## Biografia
Va nàixer al carrer dels Cavallers de Castelló de la Plana, fill de Bernat, delineant de l'Ajuntament de la ciutat i professor de dibuix, i de Carme. Se li van posar els noms de Bernat, Manuel, Francesc i Vicent. Des d'infant va viure envoltat per un ambient d'amor a la cultura; son pare, a banda de les arts plàstiques conreava la música com afeccionat. Aviat, Artola va destacar per la seua destresa en el dibuix que se li afermaria a partir de l'ingrés a l'«Instituto General y Técnico» de Castelló. A l'Institut va tenir l'oportunitat de gaudir de destacables professors, molt influents en l'ambient cultural del Castelló de les primeries del Segle XX, com ara Eduard Julià Martínez, Salvador Guinot Vilar i Lluís Revest i Corzo. La passió pel dibuix i la pintura va ser anterior a la seua carrera literària; l'any 1914 va fundar en companyia de Joan Baptista Porcar l'«Agrupació Ribalta», una associació de joves artistes. Aquestes activitats li van permetre establir lligams amb els més destacats representants de la cultura local, molts dels quals esdevindrien amb el pas del temps imprescindibles intel·lectuals de la important «generació» cultural castellonenca de preguerra, com ara Enric Soler i Godes, Vicent Sos Baynat o els ja esmentats Julià, Guinot i Revest.
A les primeries dels anys 1920 es va traslladar a Barcelona per a iniciar els estudis d'arquitectura, empès per la seua família. No obstant això, no trigarà a descobrir la seua vertadera vocació en les lletres, canviant d'estudis malgrat les preferències familiars. A Barcelona va començar a escriure els primers poemes, obtenint l'any 1925 el seu primer èxit, en guanyar la Viola d'Or als Jocs Florals de València amb el seu poema L'Ermità, que el va projectar com una promesa de la poesia més enllà de la seua ciutat natal. L'any següent (1926) va guanyar la Flor Natural dels Jocs Florals de Lo Rat Penat amb les dotze Cançons d'Amor.
L'any 1929 va publicar el que pot qualificar-se del seu primer recull de maduresa: Elegies, obra que va ser lloada per Miguel de Unamuno, amb qui Artola va mantenir una amistat epistolar, i Eduard Martínez Ferrando, i que va fer augmentar més encara l'estimació de la seua ciutat pel seu poeta. També va participar en les «Taules de Poesia», organitzades a València per la revista Taula de Lletres Valencianes els anys 1928 i 1929.
En tornar de Barcelona i fins a l'any 1936 en què va començar la seua activitat de professor (en realitat a Barcelona no havia aconseguit el títol de llicenciat, que obtindria l'any 1936 per la Universitat de Salamanca) Artola es va dedicar de ple a la creació, portant una vida de «bon vivant» lliure de preocupacions econòmiques. Són anys d'una gran activitat, amb viatges a Barcelona, València, Madrid i Salamanca, en què va produir una gran quantitat d'obra en català i en castellà i en què també es va dedicar al disseny industrial, menester que Artola es prenia més com afecció que com ofici. L'any 1930 va dibuixar la portada i les caplletres de l'edició del Tombatossals de Josep Pascual Tirado feta per l'editorial Armengot, treball que va ser guardonat amb el premi anual de la «Cámara Oficial del Libro» de Madrid. El 1931 va publicar L'art novell, un estudi d'estètica on manifesta el seu pensament artístic. El 1935, publica una de les seues obres més importants, el poemari Terra, mentre conclou els estudis a Salamanca.
L'any 1936 fa els cursets per convertir-se en professor encarregat de curs a l'Institut on treballava son pare. El 1937, malgrat no agradar-li massa les manifestacions de caràcter col·lectiu, gaudir d'un aferrissat esperit d'independència i no estar massa interessat per la política, va participar en el Segon Congrés Internacional d'Escriptors per a Defensa de la Cultura, celebrat a València, formant part de la delegació valenciana junt amb Carles Salvador, Enric Navarro i Borràs, Adolf Pizcueta i Ricard Blasco.
En acabar la guerra va ser depurat i fins i tot va estar empresonat durant una nit, sent posat en llibertat per les gestions que ràpidament va fer el seu germà. Inicia aleshores un període marcat per les dificultats econòmiques, provocades en part pel no reconeixement pel nou govern del rang de professor guanyat mitjançant els cursets de 1936 i en part per la seua personalitat lliure i inconstant. A partir de 1940 es va implicar en la vida social de Castelló de la Plana, com assidu membre de diverses tertúlies i com a organitzador d'esdeveniments de caràcter festiu, com serà l'establiment de les Festes de la Magdalena que començaven a adquirir la fesomia i el caràcter actual. La seua obra pren dues vies divergents; per una part es va dedicar a la poesia de caràcter popular (per exemple llibrets de gaiates i de falles) i per altra a la producció més introspectiva. La darrera quedarà pràcticament inèdita fins a la seua publicació a finals del Segle XX. Així mateix col·labora amb diversos diaris i manté la seua activitat «jocfloralística». L'any 1943 col·labora en l'estrena a Castelló de l'òpera La filla del rei Barbut, de Matilde Salvador. La compositora castellonenca musicaria també alguna de les seues poesies.
L'any 1952 desencantat de l'ambient provincià que percebia a Castelló i amb la necessitat de trobar una ocupació estable, es va traslladar a Barcelona on esperava comptar amb el suport de Joan Iglesias, company de Salamanca i vicerector de la Universitat de Barcelona. Després d'uns mesos es va traslladar a Madrid. El seu període madrileny es va caracteritzar per una creixent desconnexió del món literari valencià i per les dificultats econòmiques, en haver de guanyar-se la vida amb col·laboracions puntuals a revistes i a la ràdio i alguna aventura editorial. Va gaudir d'algunes ocupacions temporals gràcies al suport de Joan Iglesias i de José Camón Aznar, amb qui va desenvolupar una gran amistat. El 1955, amb 51 anys, es va casar amb Enriqueta Castellets Folch i l'any següent va nàixer el seu únic fill a València, on s'havia traslladat la seua muller per a l'ocasió.
El 1956, un decret del govern que reconeixia els professors «cursillistas» li fa albirar la possibilitat d'obtenir una plaça de professor i atènyer una situació econòmica més estable. La desitjada plaça, però, no va arribar abans de la seua mort la vesprada del 8 de maig de 1958 a causa d'una afecció cardíaca. Les mostres d'homenatge al poeta es van succeir a la seua ciutat natal, on la Societat Castellonenca de Cultura li va dedicar un estudi al seu butlletí d'abril-juny de 1959. A València se li va retre homenatge pòstum a la Universitat i a Lo Rat Penat. També va ser nomenat fill predilecte de la ciutat de Castelló de la Plana pòstumament el 1983. Està enterrat al cementeri de Sant Josep d'aquesta ciutat.

## Poesia
En la seua poesia Artola tracta els temes eterns de l'amor, el paisatge, l'ésser humà, la solitud i el conflicte entre món exterior i món interior. La seua obra destaca pel seu riquíssim coneixement del lèxic de la Plana, que no dubta a incorporar a la seua producció més intimista; per la incorporació d'elements d'altres tradicions literàries, principalment de la castellana, però també de Rabindranath Tagore i Schopenhauer i pel seu sincretisme expressiu mitjançant el qual intenta maridar la poesia culta i la popular.
Segons Joan Fuster «[Bernat Artola] amb un domini precís del cabal idiomàtic treballa una poesia d'aspiració intel·lectual, i malda per assolir i reprendre el batec consirós que il·luminà la d'Ausiàs March. En els seus versos, però, venç l'esplendor expressiva, molt per damunt de la preocupació conceptual. L'obra d'Artola té una alta qualitat dins el marc de la poesia valenciana, i respon a un món sentimental complex, matisat i fi, que tothora troba una versió exacta de les paraules espesses del lèxic terral».

## Obres
- 1926 Cant d'amor. Ausias, poema presentat als Jocs Florals de Barcelona de 1926 sota el pseudònim de "Bernat de Rafalafena"[3]
- 1927 Elegia. València, poema presentat als Jocs Florals de Barcelona de 1927[4]
- 1928 Elegies
- 1933 Santoral, en castellà
- 1935 Terra
- 1941 Festívoles
- 1945 A l'ombra del Campanar
- 1947 Poble
- 1947 Llàntia viva
- 1950 Tornaveu
- 1950 Raons i paraules
- 1950 El delme del temps
- 1950 Miratges
- 1951 Lledons
- 1951-1952 Recés de solituds
- 1952 Veus i cançons
- 1953 Fulles del temps
- 1954-1956 Collita
- 1968 (data de l'edició) Olivera i Llorer